# Araeococcus
Araeococcus Brongn, do grego "araios" (fino, fraco, rápido) e do latim "coccus" (baga), é um género botânico pertencente à família Bromeliaceae, subfamília Bromelioideae.

## Espécies
- Araeococcus alvimii, L B Smith & R W Read, alt. Lymania alvimii.
- Araeococcus flagellifolius, Harms, 1929.
- Araeococcus goeldianus, L.B.Smith.
- Araeococcus micranthus, Brongniart, 1841.
- Araeococcus montanus,  Leme.
- Araeococcus parviflorus, (Martius & Schultes f.) Lindman, 1891.
- Araeococcus pectinatus, L.B.Smith, 1931.
- Araeococcus pseudocatopsis,  Philcox